# Vlatko Ilievski

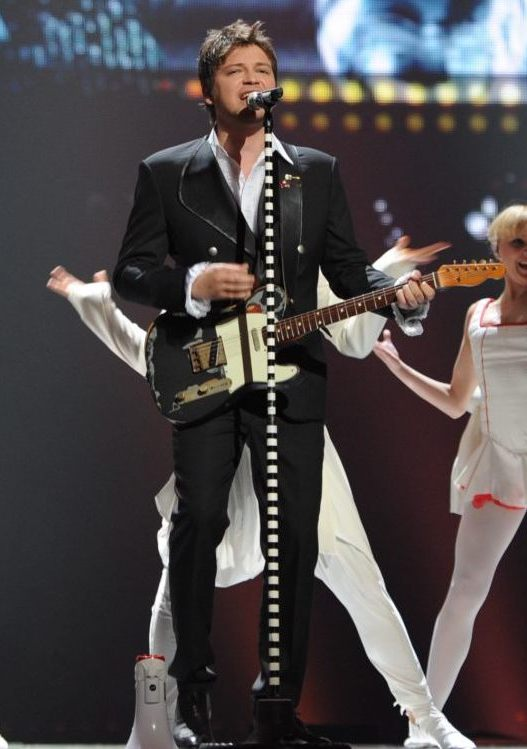
Vlatko Ilievski beim Eurovision Song Contest 2011

Vlatko Ilievski (mazedonisch Влатко Илиевски; * 2. Juli 1985 in Skopje, Jugoslawien; † 6. Juli 2018 ebenda) war ein nordmazedonischer Sänger und Fernsehmoderator. Er war Mitglied der Rockband Moral. Beim mazedonischen Vorentscheid zum Eurovision Song Contest 2010 erreichte er den zweiten Platz, beim Wettbewerb 2011 in Düsseldorf vertrat er sein Heimatland. Bereits 2005 war er als Backgroundsänger von Martin Vučić beim Eurovision Song Contest dabei.

## Karriere

### Bandkarriere
Im Alter von zwölf Jahren begann Ilievski das Gitarrespielen zu erlernen und in lokalen Bands in Skopje zu singen. Im Jahr 2000 machte die mazedonische Rockband Moral (andere Namensvariationen: Morality, Морал) Ilievski ein Beitrittsangebot, das er annahm. In der Zeit zwischen 2001 und 2003 nahm die Gruppe verschiedene Songs und ein Album mit dem Titel Koga Patuvam auf. Bekanntheit erreichte die Band vor allem durch ihren Auftritt als Vorgruppe von Deep Purple bei einem Konzert in Skopje 2005.

### Solokarriere
Im Jahr 2007 begann Ilievski, seine Solokarriere voranzutreiben, indem er eine Reihe verschiedener Titel veröffentlichte und auf verschiedenen mazedonischen Musikfesten auftrat.
Beim mazedonischen Vorentscheid zum Eurovision Song Contest 2010 kam er über zwei Qualifikationsrunden ins Finale, das Skopje Fest 2010 am 20. Februar. Beim Vorentscheid wurden je zur Hälfte das Urteil einer neutralen Jury und das Ergebnis eines Televotings berücksichtigt. Nach Berechnung der Punktzahl lag Ilievski gleichauf mit dem Kandidaten Gjoko Taneski. Das Regelwerk des Wettbewerbs sah für diesen Fall vor, dass der Kandidat mit dem höheren Juryvoting siegt. Dies war Taneski, der so für Mazedonien im Halbfinale des Eurovision Song Contest 2010 in Oslo an den Start ging.
Ein Jahr später konnte sich Ilievski allerdings mit dem Song Rusinka beim Skopje Fest 2011 mit dem gleichen Abstimmungsmodus gegen 19 Mitbewerber durchsetzen und kam daher mit diesem Lied am 12. Mai 2011 für Mazedonien ins zweite Halbfinale des Eurovision Song Contest in der Düsseldorfer ESPRIT arena. Dort konnte sich der Titel nicht fürs Finale qualifizieren.
Am späten Abend des 6. Juli 2018 wurde Ilievski in Skopje tot in seinem Auto aufgefunden.